# کارلوس لیل

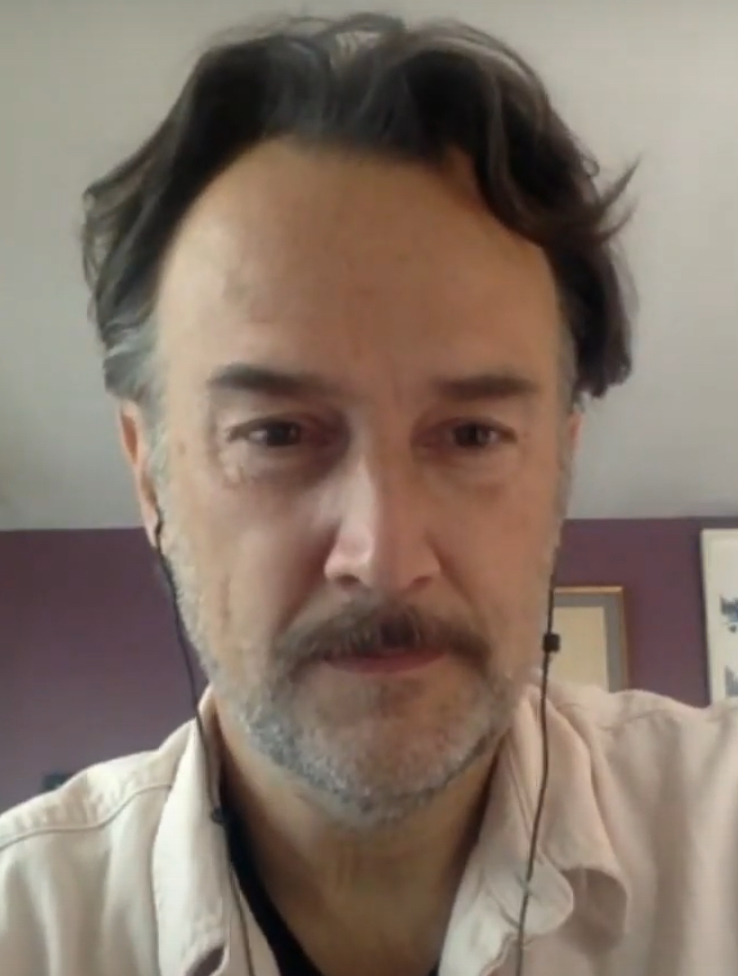
کارلوس لیل

کارلوس لیل (انگلیسی: Carlos Leal؛ زادهٔ ۹ ژوئیهٔ ۱۹۶۹) بازیگر، بازیگر سینما، بازیگر تلویزیون، و خواننده اهل سوئیس است.
از فیلم‌ها یا برنامه‌های تلویزیونی که وی در آن نقش داشته‌است می‌توان به کازینو رویال، آغوش‌های گسسته، مأموران شیلد، و برخورد اشاره کرد.